# Verticordia rennieana
Verticordia rennieana är en myrtenväxtart som beskrevs av Ferdinand von Mueller och Tate. Verticordia rennieana ingår i släktet Verticordia och familjen myrtenväxter. Inga underarter finns listade i Catalogue of Life.